# Заставка (полиграфия)

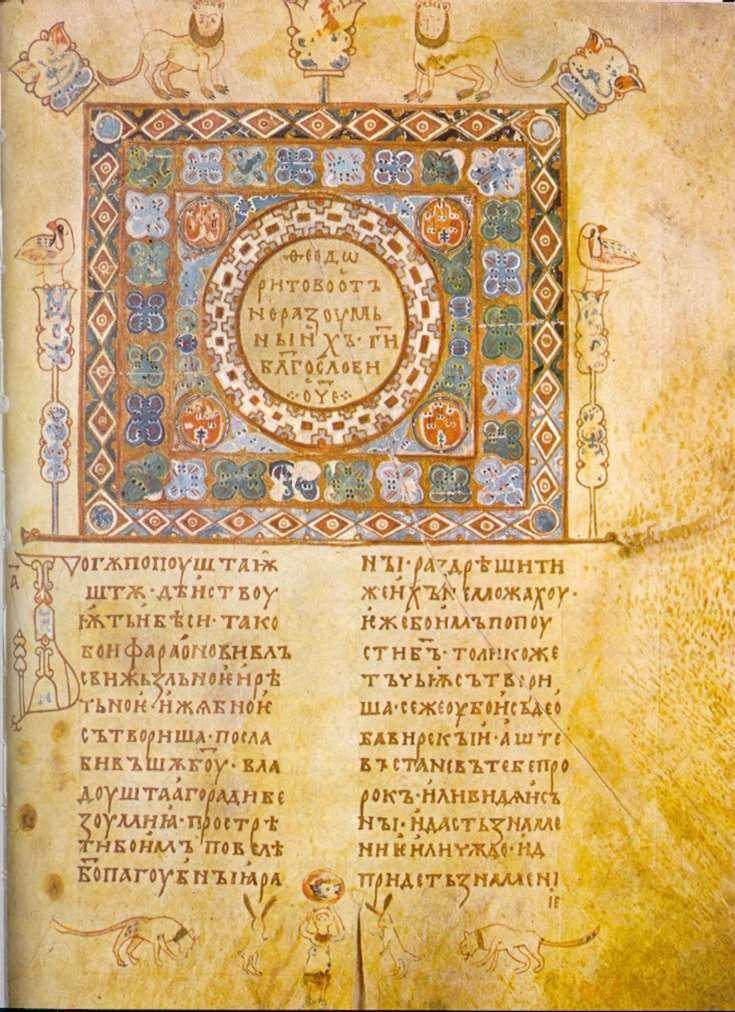
Заставка рукописи «Изборника Святослава» (1073)

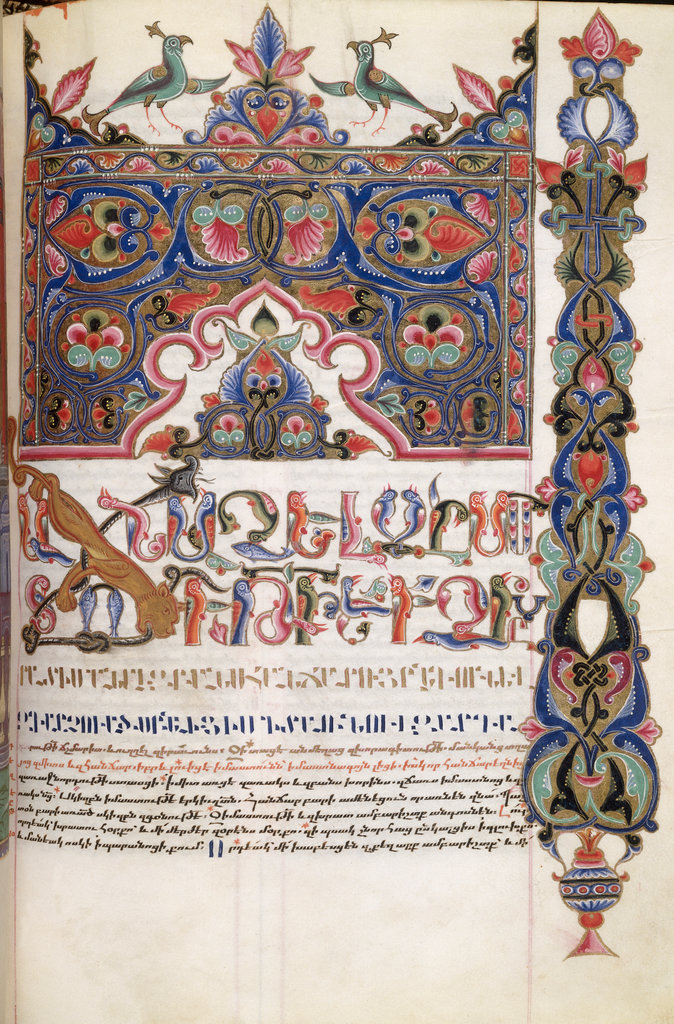
Заставка рукописи «Библии Лазаря Парпеци» (1661—1662)

Заставка — элемент оформления издания. Представляет собой изображение для выражения какой-либо темы или для украшения, помещаемое в верхней части первой полосы (страницы) издания или перед новым разделом. Часто заставка связана с содержанием произведения либо соответствующей его части. Она обычно выполняется профессиональным иллюстратором.
Заставки в изданиях используются с глубокой древности. В средневековые западноевропейские рукописи заставки пришли из использовавшихся в Античности и в Византии способов книгоиздания и стали популярны в период Возрождения.
Заставки, иногда включавшие заголовок, а также зооморфные и антропоморфные мотивы широко использовались в рукописях и изданиях Библии до XV века.